# Lilith-Kauz
Der Lilith-Kauz (Athene lilith) ist eine Art der Steinkäuze, die im Osten des Mittelmeerraums und im Nahen Osten vorkommt. Die Art wurde bislang als Unterart des Steinkauzes eingestuft und entsprechend als Athene noctua lilith geführt. Auf Grund von phylogenetischen Untersuchungen ist die Unterart-Abgrenzung beim Steinkauz derzeit im Umbruch. So unterscheiden sich die mittel- und südeuropäischen Formen auf Basis des Cytochrom b-Vergleichs deutlich von Formen in Kleinasien und Israel. Nach den bislang vorliegenden Ergebnissen ist es möglich, dass es sich bei den Unterarten noctua, vidalii, indigena, lilith und plumipes um Arten handelt, die einer Superspezies angehören. Claus König und Friedhelm Weick nennen in ihrer 2008 erschienenen Eulenmonographie nur noch acht Unterarten und behandelt neben spilogastra auch lilith als eigenständige Arten.

## Erscheinungsbild und Stimme
Der Lilith-Kauz ist eine sehr blasse, sandbraune Eule. Die Körpergröße beträgt nur 19 bis 20 Zentimeter. Er weist große Ähnlichkeit mit dem Steinkauz auf, hat aber schmalere Krallen als diese Art. Die Augen sind gelb. Die Augenlider dagegen schwarz. Der Rücken und die Flügeldecken weisen ein sehr dichtes Fleckenmuster auf. Der Scheitel ist blass braun. Der Gesichtsschleier ist nur undeutlich ausgebildet. Die Kehle ist weißlich, die übrige Körperunterseite ist cremeweiß bis blass gelbbraun und weist blassbraune Längsflecken auf. Die Läufe sind nur schwach befiedert. Die Jungvögel gleichen denen des Steinkauzes, allerdings ist ihr Mesoptil eher sandfarben. Das Rufrepertoire des Lilith-Kauzes ist bislang nicht ausreichend untersucht. Auffallend ist jedoch, dass beim Gesang des Männchens die Tonhöhe nicht ansteigt, während der Steinkauz-Gesang wegen der ansteigenden Tonhöhe einen „fragenden“ Charakter hat. Der Gesang ist außerdem weniger nasal.
Der sehr ähnliche Steinkauz ist etwas größer und kompakter gebaut und hat einen etwas stärker ausgeprägten Gesichtsschleier. Der Äthiopien-Kauz, der im Südwesten an das Verbreitungsgebiet des Lilith-Kauzes angrenzt, ist noch etwas kleiner als der Lilith-Kauz. Sein Gefieder ist etwas brauner getönt.

## Verbreitung und Lebensraum
Das Verbreitungsgebiet des Lilith-Kauzes ist Zypern, Südtürkei, Syrien, Israel, Sinai und die Arabische Halbinsel. Das Verbreitungsgebiet überlappt sich teilweise mit denen der Steinkauz-Unterarten A. n. bactriana, A. n. glaux und A. n. indigena. Der Lilith-Kauz ist ein Standvogel.
Der Lebensraum des Lilith-Kauzes sind Halbwüsten mit vereinzelten Büschen, Sträuchern oder Bäumen, Steinwüste, Flusstäler mit nur spärlicher Vegetation, offenes Gelände mit Ruinen oder Mauern, die der Art Nistgelegenheit und Tagesverstecke bieten. Er kommt neben dem Tiefland auch in Höhenlagen vor.

## Lebensweise
Der Lilith-Kauz ist dämmerungs- und tagaktiv. Er jagt aber gelegentlich auch bei Nacht oder lässt während der Nacht seinen Gesang hören. Sein Nahrungsspektrum umfasst Insekten, Spinnen und Skorpione. Daneben spielen kleine Wirbeltiere wie Mäuse, Reptilien, Frösche und gelegentlich auch kleinere Vögel eine Rolle. Der Lilith-Kauz jagt sowohl von einer niedrigen Ansitzwarte als auch direkt vom Boden aus. Über die artspezifischen Fortpflanzungsgewohnheiten des Lilith-Kauzes ist verhältnismäßig wenig bekannt, da er wegen seines lange geltenden Unterartstatus nicht gezielt untersucht wurde. In Israel brüten die Käuze jedoch überwiegend in der Zeit von Februar bis Ende Juni. Das Gelege besteht aus zwei bis acht Eiern, das für 27 bis 28 Tage bebrütet wird. Die Jungvögel sind mit 30 bis 35 Tagen flügge.

## Belege

### Einzelbelege
1. ↑   Mebs et al., S. 314
2. ↑   Nieuwenhuyse et al., S. 24
3. ↑   König et al., S. 436
4. ↑   König et al., S. 438
5. ↑   König et al., S. 438